# Allan Davidson (Entdecker)
Allan A. Davidson (* 26. Januar 1873 bei Harrow in Victoria, Australien; † 7. Januar 1930 in London, England) war ein australischer Entdeckungsreisender mit geologischen Kenntnissen und Prospektor in Australien, der die Tanamiwüste erkundete. Er war ein bedeutender Entdecker, der in Australien relativ unbekannt ist.

## Frühes Leben
Über das frühe Leben von Allan Davidson ist wenig bekannt. Er studierte Metallurgie und Bergbau in Adelaide. Anschließend arbeitete er als Prospektor und Manager eines Gold abbauenden Unternehmens aus England in Kalgoorlie, wo er seine spätere Frau Charlotte Beeston kennenlernte.

## Australien
Im Alter von 24 Jahren wurde Allan Davidson Vorsitzender des Central Australian Exploration Syndicate, das das Recht hatte, auf etwa 28.490 km² Land im Northern Territory nach seltenen Erzen Lagerstättenkunde zu betreiben.
Davidson reiste im Auftrag dieses Syndikats im November 1897 mit der Eisenbahn nach Oodnadatta und von dort zu Pferd bis Alice Springs, wo er seine erste Expedition zusammenstellte. Sie bestand aus vier Männern, zwei Prospektoren, einem Kameltreiber und drei Aborigines, neun Kamelen, fünf Pferden, sowie Ausrüstung und Verpflegung für sechs Monate. Weitere 30 Kamele wurden eingesetzt, um ein Depot zwischen den Devil’s Marbles und Tennant Creek einzurichten. In den folgenden zwei Jahren erkundete er das unerforschte Land östlich der Transaustralischen Telegrafenleitung.
Die Ergebnisse dieser Expedition waren von geringem wirtschaftlichen Interesse, allerdings erleichterte seine Beschreibung der Landschaft nachfolgende Erkundungen. Nach seiner Rückkehr nach Adelaide wurde er durch das Syndikat zum Bericht nach London beordert und mit einer zweiten Expedition beauftragt. Er sollte Goldvorkommen entdecken, die sich wirtschaftlich abbauen ließen. Auf dieser Expedition begleiteten Davidson lediglich vier weitere Mitglieder, darunter sein 53 Jahre alter Vater und ein Aborigine namens Jack. Die Ausrüstung und das Trinkwasser für 17 Tage transportierten neun Kamele. Die Expedition startete etwa 55 Kilometer von Tennant Creek entfernt.
Ihren Namen erhielt die Tanamiwüste von Allan Davidson. Die Expedition fand am 9. November 1900 zwei Felsenhöhlen, in denen sich klares Trinkwasser gesammelt hatte. In der Sprache der Aborigines wurden diese Tamami genannt, was never died bedeutet. Davidson übernahm diesen Namen später für die Wüste. Er fand auch einen Hinweis auf goldhaltiges Gestein in dem Gebiet, das er The Granites nannte. Dort gab zwar genug Wasser zum Goldwaschen, allerdings nicht genug Trinkwasser. Davidson benannte den Mount Davidson nach seinem Vater James Davidson. Erst im Jahr 1909 kam es zu einem Goldrausch, als zahlreiche Goldsucher in dieses Gebiet eindrangen. Nach der erfolglosen zweiten Expedition wurde das Syndikat liquidiert, das 10.000 Pfund in die Expeditionen investiert hatte.
Heute befindet sich in diesem Gebiet The Granites eine Mine mit dem zweitgrößten Abbauvolumen von Gold in Australien.

## Europa und Westafrika
Nach seiner Rückkehr nach Adelaide verließ Davidson Australien und ging er nach Europa und Westafrika. Dort verbrachte er den Rest seines Lebens an der Goldküste von Westafrika, in Chile und Nigeria mit gelegentlichen Aufenthalten in London. Auf einer Rückreise von Nigeria wurde sein Schiff von einem deutschen U-Boot torpediert. Davidson überlebte. Er kehrte nur noch einmal nach Australien zurück, als seine kranke Frau Verwandte aufsuchte. Davidson starb am 7. Januar 1930 im Alter von 57 Jahren in London.

## Nachleben
Die Tagebücher von Davidson wurden 1905 im South Australian Parliamentary Paper No. 27 mit farbigen topografischen und geologischen Kartierungen veröffentlicht. 2005 erschien eine kleine, limitierte Neuauflage. Nach Davidson ist eine Straße in Alice Springs; in Tennant Creek eine Straße und ein Park benannt.